# Kniphofia uvaria
Espèce
Classification APG III (2009)
Le tritome à longues grappes (Kniphofia uvaria) est une plante vivace du genre Kniphofia originaire de la province du Cap en Afrique du sud facilement reconnaissable avec ses fleurs rouges, orange et jaunes réunies en grappes denses au sommet de hampes sans feuilles. 
Cette espèce fut la première espèce du genre cultivée en Europe et elle est encore très présente dans nos jardins.
On en connaît environ soixante-dix espèces et nombre d'entre elles, par hybridation et sélection, ont donné les multiples cultivars actuels.
Synonymes : tritome (anciennement Tritoma uvaria), tison de Satan, tison du diable ou encore faux aloès.

## Répartition

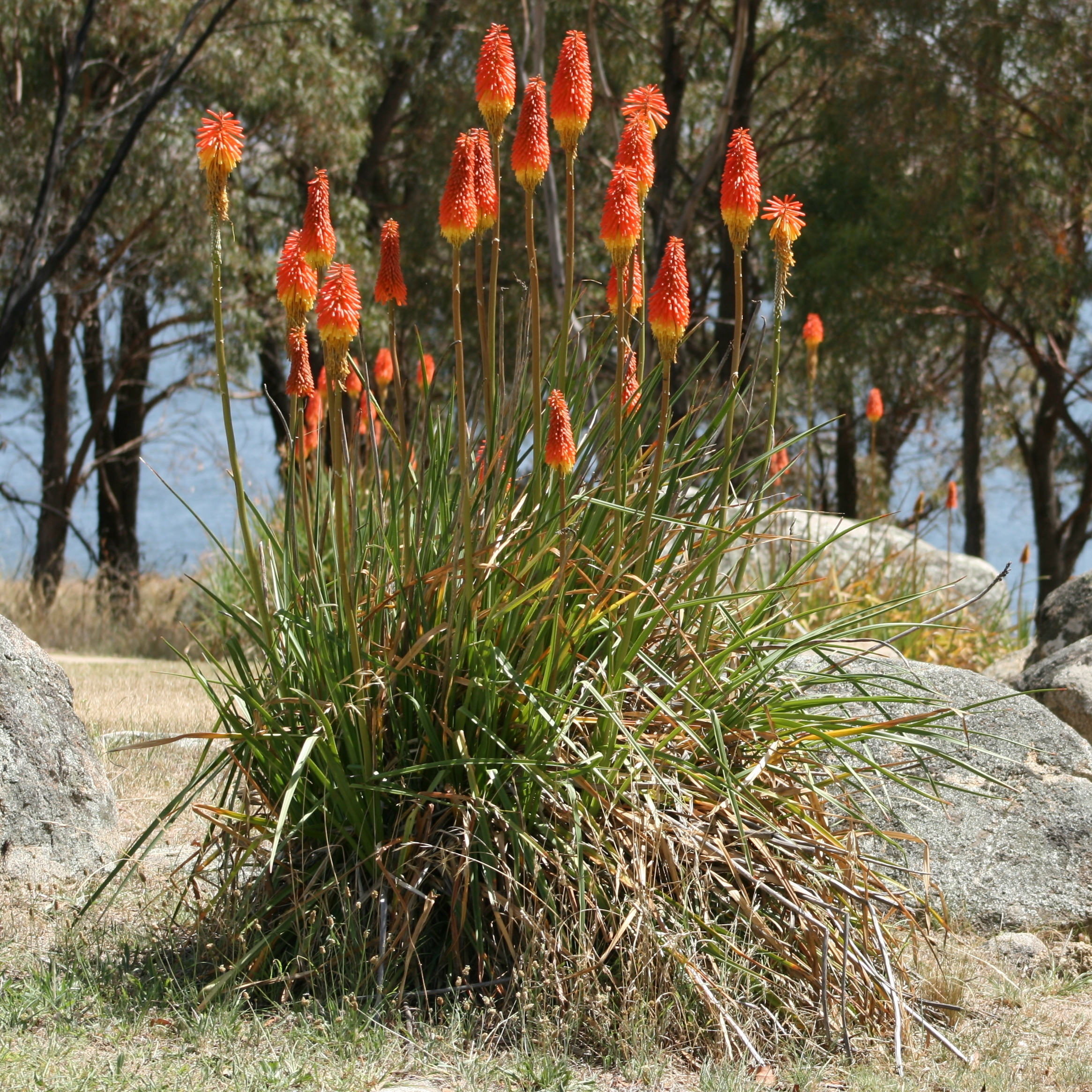
Plant fleuri de Kniphofia uvaria sur les rives du lac Jindabyne en Nouvelle-Galles du Sud en Australie.

Dans la classification classique de Cronquist (1981), ces végétaux sont classés dans les Liliaceae, groupe de Liliales spéciales du Vieux Monde (Arabie à Madagascar) alors que les agaves, qui leur ressemblent beaucoup, sont uniquement américains.

## Description

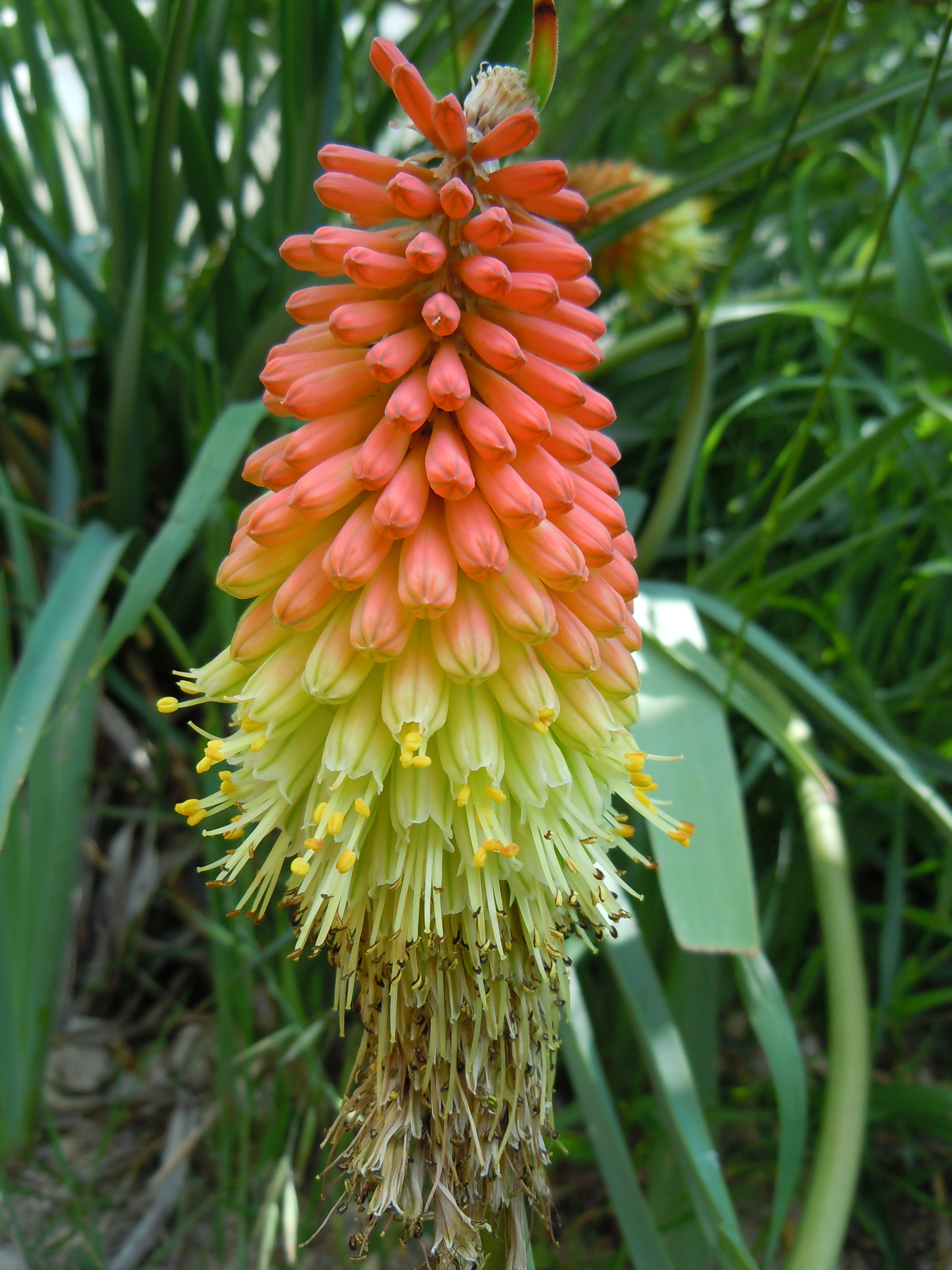
Kniphofia uvaria - détail de la hampe florale.

Le kniphofia est une plante vivace à racines charnues à croissance rapide. Elle forme une touffe de 60 cm de diamètre pouvant atteindre jusqu'à 1,5 m de hauteur.
Son feuillage persistant long, étroit et rigide rappelle celui du lis.
Ses boutons floraux en épi s’ouvrent du bas vers le haut. Ils sont le plus souvent d'abord rouges puis orange et jaunes (mais cela peut varier avec certains cultivars) selon leur stade et leur position sur la hampe florale. Ces couleurs vives donnent un effet flamboyant à ses hampes dressées qui se renouvellent de juin à novembre surtout si on les coupe dès qu'elles sont desséchées.

## Culture
Le kniphofia apprécie les sols riches, sableux, calcaires et bien drainés. Il a besoin d'une exposition en plein soleil de préférence à l'abri du vent.
En hiver, il peut supporter des températures négatives jusqu'à -10 °C si on protège le pied par un épais paillage de feuilles sèches ou de fougères sèches entrelacées qui ne retiendront pas l’eau mais on veillera à planter le rhizome au moins à 10 cm sous le sol pour mieux le protéger du froid.
Chaque rhizome nécessite 30 cm en tous sens pour bien se développer. Rabattre le feuillage de moitié en début de printemps pour favoriser sa repousse.
Une fertilisation régulière en période de croissance optimisera la floraison.
La plante peut être sujette à la pourriture grise si on la plante dans un substrat pas assez drainant.
Les escargots et limaces en sont friands mais elle est toxique pour les animaux domestiques.
Multiplication par division de touffe en début de printemps ou à l'automne tous les 2 à 3 ans. Possible aussi par semis mais première floraison assez longue à venir.

### Cultivars
Les différents cultivars se distinguent par leur hauteur, la couleur de leurs fleurs, leur période de floraison et leur rusticité.
- Kniphofia 'Alcazar' : hauteur  1 m, à feuillage teinté de bronze, épis rouge feu ;
- Kniphofia 'Atlanta' à fleurs allant du rouge au jaune ;
- Kniphofia 'Aurore' : hauteur 100 cm, fleurs jaune crème à saumon, de juin à septembre ;
- Kniphofia uvaria 'Grandiflora' : hauteur 100 cm, fleurs rouge et jaune, de juin à septembre ;
- Kniphofia 'Green Jade' : hauteur 120 cm, fleurs vert clair à crème verdâtre, de juillet à septembre ;
- Kniphofia 'Ice queen' à fleurs vert-jaune ;
- Kniphofia ‘Little Maid’ : 60 cm, à épis jaune paille.
- Kniphofia 'Lemon Popsicle' : hauteur 50 cm, fleurs jaune citron, de juin à octobre ;
- Kniphofia 'Mango Popsicle' : hauteur 70 cm, fleurs orange vif,  de juin à octobre ;
- Kniphofia ‘Royal Standard’ : 1,20 m, à épis rouge orangé et jaune. Hybride à feuilles caduques plus résistant au froid (Zone USDA 6, jusqu'à -15 °C)
- Kniphofia ‘Vanilla’ : 1 m, à feuillage fin ; épis étroits, jaune vif.

## Utilisation
Cultivée à des fins ornementales en Europe et Amérique du Nord aussi bien en massif auquel ils donneront une touche exotique qu'en fleurs coupées. Réussit bien en association avec un Solidago, un yucca ou un canna ou en sujet isolé près d'une pièce d'eau par exemple.
Sa longue floraison en fait une bonne plante mellifère.

## Plante invasive
Dans certaines régions du sud-est de l'Australie (Central Tablelands, Southern Tablelands de Nouvelle-Galles du Sud et dans le sud de l'état de Victoria) et de Californie, l'espèce a échappé à la culture et s'est naturalisée. Elle peut y être considérée comme une plante invasive car ses touffes épaisses poussent dans les écosystèmes sensibles.